# 논현역
논현역(論峴驛, Nonhyeon station)은 서울특별시 강남구 논현동과 서초구 반포동에 걸쳐 있는 서울 지하철 7호선과 신분당선의 환승역이다. 7호선 건설 당시 3기 지하철 계획이었던 11호선과의 환승을 염두에 두고, 지하 4층에 승강장을 미리 마련해 두면서, 신분당선의 섬식 승강장으로 활용하고 있다.

## 역사
- 2000년 8월 1일 : 서울 지하철 7호선 신풍~건대입구 구간 개통과 함께 영업 개시
- 2022년 5월 28일 : 신분당선 강남~신사 구간 개통과 함께 환승역이 됨
- 2022년 9월 1일: 7호선 논현역의 부역명이 강남브랜드안과로 확정

## 역 구조
2면 2선의 상대식 승강장을 갖추고 있으며, 승강장에는 스크린도어가 설치되어 있다. 출구는 8개가 있다.

### 7호선 승강장
| 학동 ↑ |
| \| 상  |
| ↓ 반포 |

| 상행 | ● 서울 지하철 7호선 | 강남구청 · 건대입구 · 상봉 · 도봉산 · 장암 방면 |
| 하행 | ● 서울 지하철 7호선 | 고속터미널 · 이수 · 대림 · 온수 · 석남 방면     |

### 신분당선 승강장
1면 2선 섬식 승강장을 갖추고 있다. 승강장에는 스크린도어가 설치되어 있다. 신분당선중 유일무이하게 섬식 승강장을 갖춘 역중 하나이기도 하다. 그래서 역명판이 없다가 설치 예정이다.
| ↑ 신사   |
| 상 하 \| |
| 신논현 ↓ |

| 상행 | ● 신분당선 | 신사 방면                          |
| 하행 | ● 신분당선 | 판교 · 정자 · 수지구청 · 광교 방면 |

## 역 주변
| 나가는 곳 | 방면                                                                         |
| --------- | ---------------------------------------------------------------------------- |
| 1         | 논현동가구거리 기업은행 논현1동 주민센터 연세에스병원 서울영동시장우편취급국 |
| 2         | 서울논현초등학교 영동전통시장 서울영동시장우편취급국 한국외환은행 영동시장   |
| 3         | 영동전통시장 서울논현초등학교 논현까치공원                                   |
| 4         | 언구비공원                                                                   |
| 5         | 신한은행 한국문화센터 교과서정보관                                           |
| 6         | 교과서정보관 반포치안센터                                                    |
| 7         | 우리은행 오렌지거리 대우아이빌아파트 신반포로 주흥교                         |
| 8         | KDB산업은행 서울잠원한신 우편취급국 새마을금고 SC은행 잠원동                 |
| 9         | 하나저축은행 우리은행 신동아아파트 논현은행나무공원 전기공사공제조합         |
| 10        | KB국민은행 논현동가구거리 하나은행 논현1파출소 학동공원                      |

## 이용객 변동
2000년 자료는 개통일인 2000년 8월 1일부터 12월 31일까지인 153일 기준으로 환산한 것이다.
| 노선  | 노선   | 일평균 인원수 (명/일) | 일평균 인원수 (명/일) | 일평균 인원수 (명/일) | 일평균 인원수 (명/일) | 일평균 인원수 (명/일) | 일평균 인원수 (명/일) | 일평균 인원수 (명/일) | 일평균 인원수 (명/일) | 일평균 인원수 (명/일) | 일평균 인원수 (명/일) | 각주  |
| 노선  | 노선   | 2000년                | 2001년                | 2002년                | 2003년                | 2004년                | 2005년                | 2006년                | 2007년                | 2008년                | 2009년                | 각주  |
| ----- | ------ | --------------------- | --------------------- | --------------------- | --------------------- | --------------------- | --------------------- | --------------------- | --------------------- | --------------------- | --------------------- | ----- |
| 7호선 | 승차   | 12,141                | 16,723                | 18,648                | 19,704                | 20,809                | 21,684                | 22,120                | 21,890                | 21,965                | 20,962                | [ 1 ] |
| 7호선 | 하차   | 13,529                | 19,342                | 21,829                | 23,146                | 23,883                | 24,885                | 25,195                | 24,912                | 24,691                | 23,520                | [ 1 ] |
| 7호선 | 승하차 | 25,671                | 36,064                | 40,476                | 42,849                | 44,692                | 46,569                | 47,316                | 46,803                | 46,656                | 44,483                | [ 1 ] |
| 노선  | 노선   | 2010년                | 2011년                | 2012년                | 2013년                | 2014년                | 2015년                | 2016년                | 2017년                |                       |                       | [ 1 ] |
| 7호선 | 승차   | 20,544                | 21,045                | 20,697                | 20,690                | 20,600                | 19,979                | 19,285                | 19,019                |                       |                       | [ 1 ] |
| 7호선 | 하차   | 22,940                | 23,420                | 23,044                | 22,883                | 22,590                | 21,955                | 21,270                | 20,998                |                       |                       | [ 1 ] |
| 7호선 | 승하차 | 43,484                | 44,465                | 43,741                | 43,573                | 43,190                | 41,934                | 40,555                | 40,017                |                       |                       | [ 1 ] |

## 인접한 역
| 서울 지하철 7호선  | 서울 지하철 7호선   | 서울 지하철 7호선    |
| ------------------ | ------------------- | -------------------- |
| 731 학동 장암 방면 | ● 서울 지하철 7호선 | 733 반포 석남 방면   |
| 신분당선           |                     |                      |
| D04 신사 방면      | ● 신분당선          | D06 신논현 광교 방면 |

## 사진

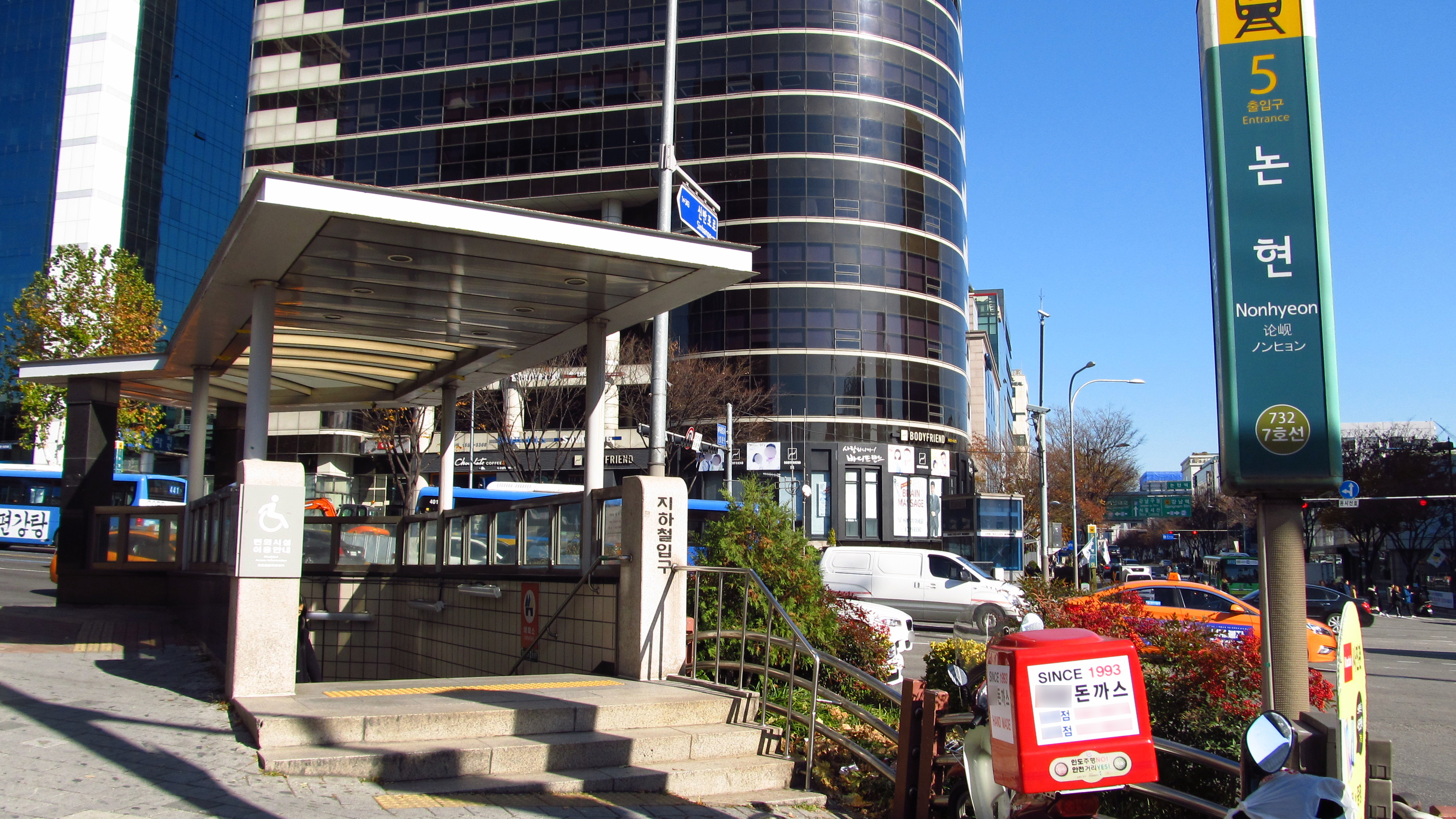
5번 출구
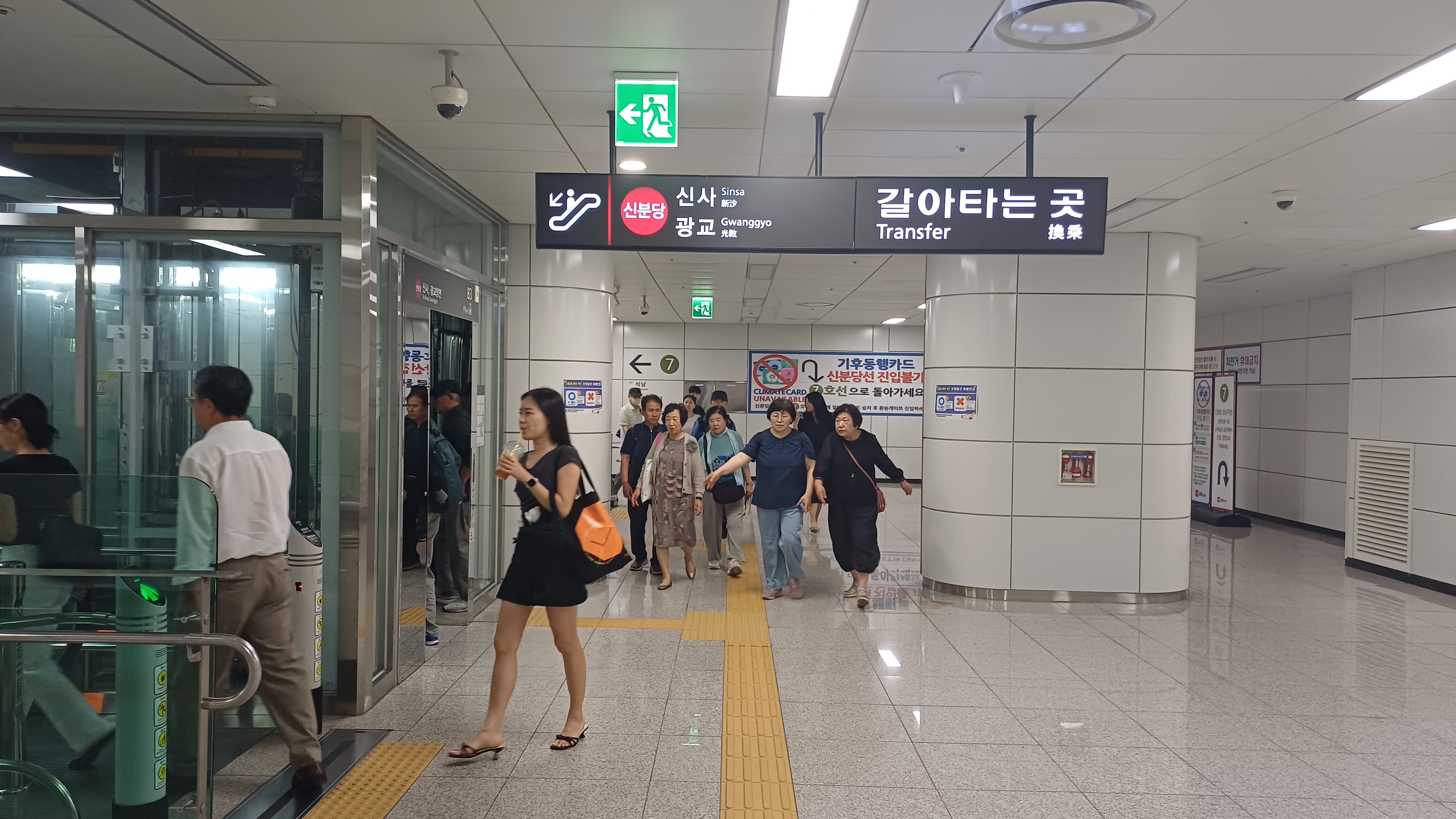
환승통로